# Рита Пич
Рита Пич (англ. Rita Peach, род. 26 сентября 1985 года, Чехия) — чешская порноактриса, лауреат премии AVN Awards.

## Биография
Родилась 26 сентября 1985 года в Чехии. В порноиндустрии дебютировала в 2010 году.
Снималась для таких студий как Eromaxx Films, Pulse Distribution, Reality Kings, Video Art Holland, Mile High, Brazzers и других.
В 2014 году получила AVN Awards в категории «лучшая сцена иностранного производства» за фильм The Ingenuous (вместе с Алеской Даймонд, Анной Полиной, Аниссой Кейт, Энджел Пиаф, Майком Анджело и Таррой Уайт).
Ушла из индустрии в 2017 году, снявшись в 52 фильмах.

## Награды и номинации
| Год  | Премия     | Категория                                                                                  | Фильм | Результат |
| ---- | ---------- | ------------------------------------------------------------------------------------------ | --- | --------- |
| 2014 | AVN Awards | Лучшая сцена секса иностранного производства (Best Sex Scene in a Foreign Shot Production) | The Ingenuous (вместе с Алеской Даймонд, Анной Полиной, Аниссой Кейт, Энджел Пиаф, Майком Анджело и Таррой Уайт) | Победа    |

## Избранная фильмография
- The Ingenuous